# Davit Pogosijani
Davit Pogosijani (gruzínsky დავით პოღოსიანი), (* 21. srpna 1974 v Gori, Sovětský svaz) je bývalý sovětský a gruzínský zápasník – volnostylař arménského původu (jeho rodina pochází z obce Gamdzani). Zápasení se věnoval od 10 let v rodném Gori. Začínal pod vedením Meraba Muzašviliho a později pokračoval pod vedením Nugzara Schireliho. V mládí prošel juniorskými výběry Sovětského svazu. Členem gruzínské seniorské reprezentace byl od roku 1994, ale na vrcholných akcích se pravidelně objevoval od roku 1997. V roce 2000 startoval na olympijských hrách v Sydney v bantamové váze, po postupu ze základní skupiny prohrál ve čtvrtfinále s Američanem Terry Brandsem a po diskvalifikaci Mongola Pürevbátara obsadil 5. místo. V roce 2004 startoval na olympijských hrách v Athénách v pérové váze a zopakoval umístění z před čtyř let, když po postupu ze základní skupiny prohrál ve čtvrtfinále s Kubáncem Yandro Quintanou. Sportovní kariéru ukončil po neúspěšné nominaci na olympijské hry v Pekingu v roce 2008.